# Mount Keith (Antarktika)
Mount Keith ist ein 1530 m hoher Berg im Norden des ostantarktischen Viktorialands. In den Bowers Mountains ragt er aus dem östlichen Ende eines Bergrückens zwischen dem Rastorgujew- und dem Crawford-Gletscher auf.
Der United States Geological Survey kartierte ihn anhand eigener Vermessungen und mithilfe von Luftaufnahmen der United States Navy zwischen 1960 und 1965. Das Advisory Committee on Antarctic Names benannte ihn 1970 nach John D. Keith, der 1965 auf der Amundsen-Scott-Südpolstation als Bauarbeiter tätig war.